# Ashton Locklear
Ashton Locklear (Lumberton, 13 gennaio 1998) è un'ex ginnasta statunitense, campionessa del mondo con la squadra nel 2014 e riserva olimpica nel 2016. 
Nel 2014 è diventata campionessa nazionale alle parallele, il suo attrezzo di punta, riconfermando il titolo anche nel 2016. 
È per metà nativa americana, da parte di padre, membro della Lumbee Tribe.

## Carriera Junior
La Locklear vince la medaglia d'oro ai Regionali nel 2012 e si piazza settima nel concorso individuale alla Nastia Liukin Cup nel 2013.

## Carriera senior

### 2014: U.S.Classic; Campionessa Nazionale; Giochi Panamericani
Debutta come senior agli U.S. Classic nel 2014, ottenendo il più alto punteggio di giornata alle parallele asimmetriche. Finisce anche quarta alla trave. Ai Campionati nazionali statunitensi vince l'oro alle parallele asimmetriche e si piazza ottava alla trave. Viene convocata a far parte della squadra nazionale. Partecipa alla sua prima competizione internazionale in Canada, ai Giochi Panamericani, dove vince la medaglia d'oro con la squadra e alle parallele asimmetriche.
Viene selezionata per partecipare ai Mondiali di Nanning (in Cina). Qui vince la medaglia d'oro con la squadra; individualmente si qualifica per la finale alle parallele asimmetriche che chiude in quarta posizione. 

### 2015: U.S. Classic; Nazionali
La Locklear è sottoposta ad un intervento chirurgico nel mese di marzo. Ritorna alle competizioni agli U.S. Classic, dove presenta i suoi esercizi alle parallele e alla trave fuori gara, per precauzione. In Agosto gareggia ai Campionati nazionali alla trave e alle parallele. Si classifica seconda alle parallele dietro Madison Kocian e tredicesima alla trave.